# Ludwig Strauss
Ludwig Strauss (Presburg, avui Bratislava capital d'Eslovàquia, 28 de març de 1835 - Cambridge, Regne Unit, 23 d'octubre de 1899) fou un violinista i director d'orquestra austríac.
Straus va estudiar al Conservatori de Viena del 1843 al 1848, sota la direcció de Böhm. Va fer la seva primera aparició el 1850 i cinc anys després va fer una gira per Itàlia; el 1857 va conèixer el seu amic de tota la vida, el violoncel·lista Piatti, i va fer una gira amb ell a Alemanya i Suècia. El 1859 fou nomenat director d'orquestra a Frankfurt del Main i fins al 1864 va ser concertista a Frankfurt, anys en els quals va visitar Anglaterra amb freqüència, l'any 1864 establint-hi la seva residència.
Va ser durant molts anys líder de l’orquestra Halle de Manchester i una figura coneguda als Popular Concerts de Londres. Va ser el primer violí del quartet Queen's Band. El 1893 es va retirar, a causa d’una mala salut, i va viure a Cambridge des d’aquell moment fins a la seva mort.
La seva manera de tocar el violí o la viola destacava per la seva perfecció en l'execució del conjunt. Era conegut per la seva encantadora naturalesa i la seva tranquil·la influència en la seva obra va afectar els seus temps.
Era l'oncle i guardià de la química Ida Freund. La seva propietat va donar més tard diners al Royal Manchester College of Music en el seu nom.